# Marcus Licinius Crassus Dives
Marcus Licinius Crassus Dives (114 of 115 v.Chr. - 8 of 9 juni 53 v.Chr.) was een belangrijk Romeins politicus dankzij zijn rijkdom. Zijn bijnaam was Dives, wat rijke betekent. Hij vergaarde zijn rijkdom met slavenhandel, zilvermijnen en vastgoed.

## Geboorte, jeugd en begin van zijn politieke carrière
Marcus Licinius Crassus Dives werd als jongste zoon van Publius Licinius Crassus Dives omstreeks 114 v.Chr. geboren.
Hij ontkwam in 87 v.Chr. ternauwernood aan het lot dat zijn vader trof (zelfmoord plegen na door Gaius Marius vogelvrij te zijn verklaard) en wist te vluchten naar Hispania.
Toen Lucius Cornelius Sulla tegen Rome optrok sloot Crassus zich bij hem aan en streed met roem onder hem, vooral in de bloedige slag bij de Porta Colina op 1 november 82 v.Chr.

### Praetor (71 v.Chr.)
Daarna kreeg hij als praetor het opperbevel in de oorlog tegen de slaven onder leiding van Spartacus, die grote delen van Zuid-Italië terroriseerde, met acht legioenen onder zijn bevel. Na aanvankelijke tegenslagen waarbij de opstandelingen erin slaagden de Romeinse legioenen een paar keer te verslaan, wist Crassus uiteindelijk het initiatief in handen te krijgen. Ten slotte versloeg hij Spartacus' leger bij de rivier de Sele in Campanië, toen deze de Tyrreense Zee wilde oversteken naar Sicilië. Het restant van diens opstandelingenleger, zo'n 6000 man, werd door Pompeius gevangengenomen en gekruisigd langs de Via Appia.
Hij verwierf zich in deze periode door het opkopen van verbeurdverklaarde bezittingen een ontzaglijk vermogen, dat hij nog langs verschillende wegen zocht te vermeerderen en dat hij tevens aanwendde om door het verlenen van geld anderen van zich afhankelijk te maken.

### Eerste consulaat (70 v.Chr.)
In 70 v.Chr. werd hij samen met Gnaius Pompeius tot consul voor het volgende jaar benoemd, doch geraakte spoedig met zijn ambtgenoot in onmin, wiens roem hem op de achtergrond plaatste. Onder hevige twisten met zijn ambtgenoot herstelde Pompeius door zijn lex Pompeia de vroegere macht van de tribuni plebis, om hiermee in de gunst van het volk te komen.
Hij zocht nu het volk voor zich te winnen door hen aan 10.000 tafels, op de openbare weg aangericht, op een feestmaal te onthalen en hen drie maanden lang graan te schenken. Later verzoenden beiden zich weer met elkaar.

### Censor (65 v.Chr.)
Insgelijks leefde hij in onmin met Quintus Lutatius Catulus de Jongere, toen beide in 65 v.Chr. censor waren. Hij zou namelijk hebben getracht Egypte schatplichtig te maken aan Rome, waartegen zijn collega zich ten zeerste verzette en wat hen er uiteindelijk toe bracht beiden tegelijkertijd hun ambt neer te leggen.

### Invloedrijk Romeins senator
Crassus werd in 63 v.Chr. er samen met Gaius Julius Caesar van verdacht de samenzwering van Lucius Sergius Catilina te hebben gesteund.
De latere pogingen van Pompeius om tot hoge macht te geraken en het geluk van zijn krijgsondernemingen wekten opnieuw de haat van Crassus tegen hem op, waardoor hij zich nauwer bij Gaius Julius Caesar aansloot en hem ondersteunde bij zijn kandidatuur voor het consulaat in 59 v.Chr.

## Eerste triumviraat
Caesar slaagde er nu in om de beide tegenstanders met elkaar te verzoenen en de drie mannen sloten het zogenoemde eerste triumviraat (60 v.Chr.), dat in april 56 v.Chr. te Lucca werd hernieuwd.

### Tweede consulaat (55 v.Chr.)
In 56 v.Chr. werd Crassus opnieuw samen met Pompeius tot consul verkozen voor het jaar 55 v.Chr., nadat hernieuwde twisten tussen hen door Caesar waren bijgelegd. Pompeius stelde zijn lex Pompeia iudiciaria voor, die in het voordeel van de ordo equester was. Crassus liet zich evenwel niet onbetuigd en wist een lex Licinia de sodaliciis erdoor te krijgen, waarbij de collegia sodalicia (kiesverenigingen), die bij de lex Clodia van 58 v.Chr. weer waren toegelaten, werden opgeheven en verboden. De tribunus plebis Gaius Ateius Capito maakte het beide consuls evenwel zeer lastig.

### Proconsulaat en oorlog tegen de Parthen (55-53 v.Chr.)
Crassus ontving Syria als zijn provincia en de daarbijhorende taak tot het voeren van de oorlog tegen de Parthen, waarin hij grote roem hoopte te verwerven, hoewel men te Rome weinig goeds van die oorlog verwachtte. Op het eind van dat jaar trok hij als proconsul naar Syria. Hij stak de Eufraat over, onderwierp Mesopotamië en rukte daarop tegen Seleucia op.
In 54 v.Chr. hernieuwde hij de oorlog. Hij trok weer over de Eufraat en liet zich door de hem van alle kanten omringende Parthen in de woestijn lokken. Hij tastte hun veldheer die tegen hem oprukte bij Ichnae aan, maar werd vervolgens toch verslagen, ingesloten door Surenas, generaal van de Parthische koning Orodes II die het bevel voerde over 10.000 Parthische ruiters met gevaarlijke en zeer efficiënte bogen. Zij bestookten de 40.000 Romeinse infanteristen van Crassus vanaf een behoorlijke afstand met hun dodelijke pijlen. Het was alsof de Romeinen in een gigantische dodelijke bijenzwerm terechtkwamen. Crassus had hierbij het verlies van zijn jongste zoon, Publius Licinius Crassus Dives, te betreuren.
Crassus probeerde met de weinige overgebleven soldaten naar de Romeinse provincie Asia te ontkomen. Op zijn terugtocht werd hij bij Carrhae (huidige Harran in Turkije) verslagen en toen hij zich met het doel om te onderhandelen te ver van zijn legerplaats had verwijderd, werd hij door de Parthen op 8 of 9 juni 53 v.Chr. gevangengenomen en gedood. Met hem vond het grootste gedeelte van het Romeinse leger zijn ondergang.
Gaius Cassius Longinus, die quaestor van Crassus was, redde door zijn beleid het overschot van het leger. Ook Gaius Coponius zou hier zijn steentje hebben toe bijgedragen.

## Karakter
Crassus had de naam gekregen een hebzuchtig mens te zijn. Reeds vroeg, gedurende de proscriptiones, had hij de basis gelegd voor zijn ontzettende rijkdommen, die naderhand tot een spreekwoord werden en ter vermeerdering waarvan elk middel hem geoorloofd scheen. Zijn hebzucht was zelfs de Parthen niet onbekend gebleven. Volgens de historicus Lucius Cassius Dio (die tweehonderd jaar later leefde) deed het verhaal de ronde dat de Parthen uit spotzucht gesmolten goud in zijn keel goten en hem zo doodden. Hoewel hij in verstand en vastheid van karakter ver beneden zijn politieke rivalen Caesar en Pompeius stond, streefde hij naar grote dingen en was jaloers en gevoelig van aard.